# تفجيرات بغداد 14 سبتمبر 2005
تفجيرات بغداد 14 سبتمبر 2005 هي سلسلة من التفجيرات، بلغت أكثر من اثنتي عشرة هجمة إرهابية في العاصمة بغداد.

## ملخص الهجمات
بدأت الهجمات في وقت مبكر من الصباح عندما اقتحم إرهابيون منازل في منطقة التاجي قبل الفجر، وقاموا بجرّ السكان إلى الشوارع حيث أطلقوا النار على 17 شخصاً وأردوهم قتلى. وفي حوالي الساعة 6:30 صباحاً، وقع تفجير انتحاري مروع في منطقة الكاظمية، حيث استهدف انتحاري يقود شاحنة مفخخة مجموعة من العمال الذين تجمعوا بحثاً عن فرص عمل في ساحة العروبة. فجر الإرهابي نفسه بينهم، مما أسفر عن مقتل 114 شخصاً وإصابة ما لا يقل عن 160 آخرين. لاحقاً في ذلك الصباح، شهدت منطقة الأعظمية هجوماً مسلحاً قُتل فيه 4 من رجال الشرطة. وعندما وصل رجال الإنقاذ إلى موقع الهجوم، فجر انتحاري آخر سيارة مفخخة، مما أدى إلى مقتل 3 جنود عراقيين و4 ضباط شرطة. وفي حوالي الساعة 10:00 صباحاً، استهدف انتحاري قافلة عسكرية في غرب بغداد، مما أدى إلى مقتل 3 جنود. بعد ذلك بدقائق قليلة، وقع تفجير آخر في منطقة الشعلة شمال غرب بغداد، حيث قُتل 4 مدنيين وأُصيب 22 آخرين. وعند الساعة 1:22 بعد الظهر، وقع انفجار في وسط بغداد، يُعتقد أنه استهدف قافلة عسكرية أمريكية. تلاه تبادل لإطلاق النار مع مسلحين، مما أدى إلى إصابة 14 من رجال الشرطة العراقيين. وفي الوقت ذاته، تعرضت مراكز شرطة في غرب بغداد لهجمات من قبل مسلحين، مما أدى إلى إصابة 3 من رجال الشرطة. كما سقطت قذائف هاون على سوق في بغداد عند الساعة 9:55 مساءً، مما أسفر عن مقتل 2 وإصابة أكثر من 50 شخصاً.

## روابط خارجية
- مقتل العشرات في هجمات بغداد، بي بي سي نيوز، 14 سبتمبر 2005
- موجة أخرى من التفجيرات تضرب العراق، إنترناشيونال هيرالد تريبيون، 15 سبتمبر 2005